# 熊本県道45号阿蘇公園菊池線
熊本県道45号阿蘇公園菊池線（くまもとけんどう45ごう あそこうえんきくちせん）は、熊本県阿蘇市から菊池市に至る県道（主要地方道）である。

## 概要
阿蘇市一の宮町手野から菊池市原に至る。
全線片側1車線で、この路線のうち大分県道・熊本県道12号天瀬阿蘇線交点から菊池渓谷までの区間は、1998年（平成10年）11月20日まで熊本県企業局が管理する一般有料道路菊池阿蘇道路として供用されていた。
起点から熊本県道339号北外輪山大津線交点である阿蘇市西湯浦までの阿蘇外輪山の尾根を通る区間は、北外輪山大津線と同様「ミルクロード」と呼ばれている。このミルクロード区間は牧草地や草原の中を走る。熊本県道339号北外輪山大津線交点から終点までの区間は「菊池阿蘇スカイライン」の名称がある。
阿蘇市の大観峰や菊池市の菊池渓谷へのアクセス道路である。菊池渓谷付近は急カーブと坂道が連続するが、夏季や紅葉の季節などは多くの観光客で賑わう。また、重複区間終点の阿蘇市西湯浦で大分県道・熊本県道12号天瀬阿蘇線に入るとオートポリスサーキット（大分県日田市上津江町上野田）方面へと向かうことができる。

### 路線データ
- 起点：熊本県阿蘇市一の宮町手野（大分県道・熊本県道11号別府一の宮線交点）
- 終点：熊本県菊池市原（国道387号交点）
- 総延長：37 km

## 歴史
- 1993年（平成5年）5月11日 - 建設省から、県道大観峯水源線・県道北山阿蘇線が阿蘇公園菊池線として主要地方道に指定される[3]。
- 1994年（平成6年） - 県道認定（前身となった2路線は廃止）。

## 路線状況

### 通称
- ミルクロード

阿蘇の西麓に位置する菊池郡大津町から外輪山に登り、稜線上を伝ってやまなみハイウェイとの交点に至る全長約45 kmの道路の通称。もともと、沿線に点在する牧場の牛乳搬出用の農道として整備された経緯から名付けられたものである。本県道のミルクロード区間は熊本県道339号北外輪山大津線交点の阿蘇市西湯浦から大観峰近くの阿蘇市小倉までの大分県道・熊本県道12号天瀬阿蘇線との重複区間と、阿蘇市小倉からやまなみハイウェイ交点までの単独区間である。

### 重複区間
- 大分県道・熊本県道12号天瀬阿蘇線（阿蘇市小倉 - 阿蘇市西湯浦）

## 地理

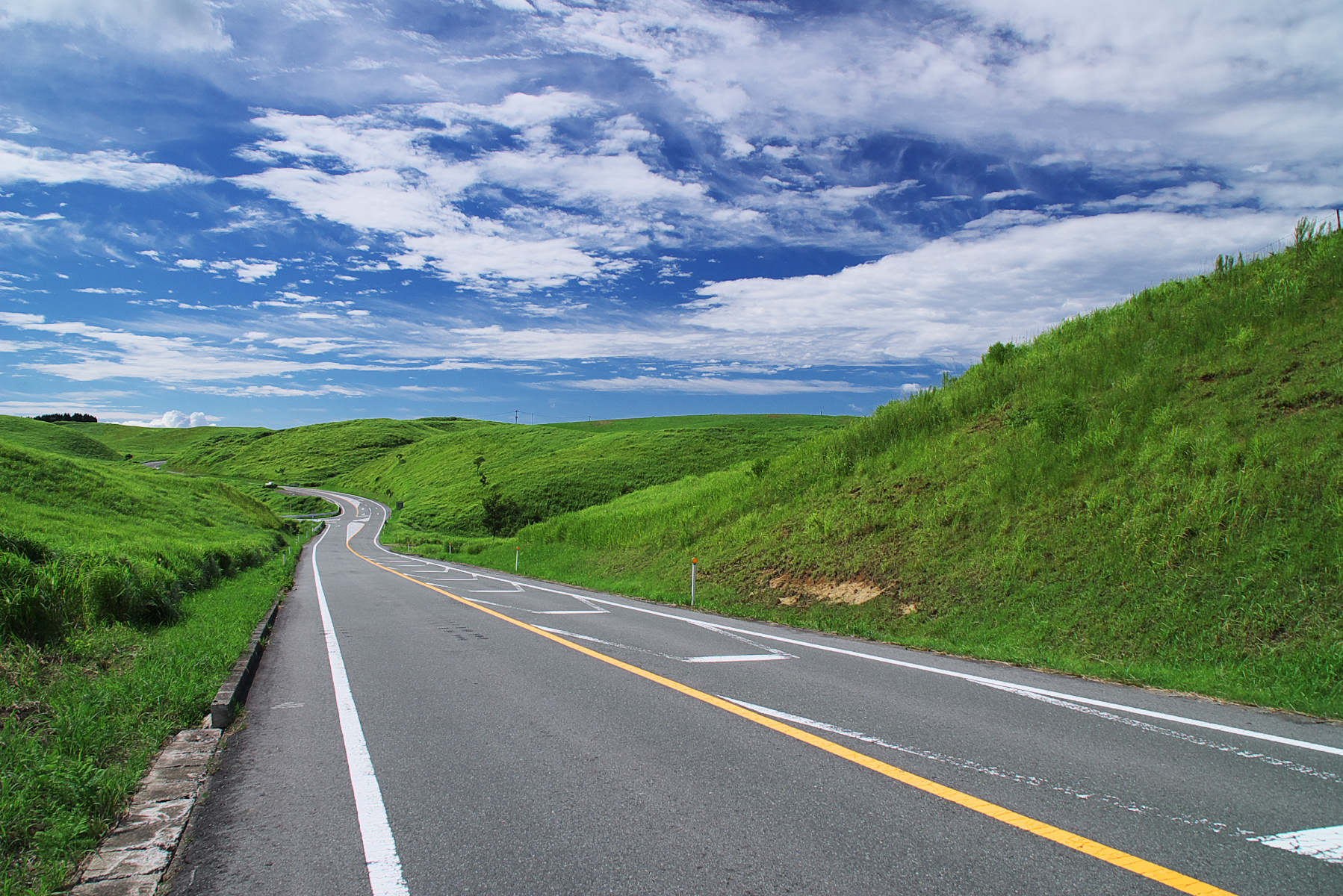
熊本県道45号阿蘇公園菊池線

阿蘇外輪山の稜線上は、さえぎるものが無い見晴らしのよい広大な草原地帯が広がり、ゆったりとしたカーブとアップダウンが繰り返すワインディングである。沿線には牧場が数多く点在し、この草原地帯の中を道路が貫く。また、阿蘇の外輪山の崖に突き出した標高936 mの大観峰があり、阿蘇五岳や火口原を一望する展望スポットになっている。外輪山沿いの随所に展望スポットがあり、気象条件によっては眼下の火口原に発生した雲海を見ることもできる。

### 通過する自治体
- 阿蘇市
- 菊池市

### 交差する道路
| 交差する道路                                                                    | 市町村名 | 交差する場所 | 交差する場所 |
| ------------------------------------------------------------------------------- | -------- | ------------ | ------------ |
| 大分県道・熊本県道11号別府一の宮線                                              | 阿蘇市   | 一の宮町手野 | 起点         |
| 大分県道・熊本県道12号天瀬阿蘇線                                                | 阿蘇市   | 山田         |              |
| 大分県道・熊本県道12号天瀬阿蘇線 重複区間起点                                   | 阿蘇市   | 小倉         |              |
| 熊本県道339号北外輪山大津線 阿蘇・南小国両地区農免道路 / マゼノミステリーロード | 阿蘇市   | 西湯浦       |              |
| 大分県道・熊本県道12号天瀬阿蘇線 重複区間終点                                   | 阿蘇市   | 西湯浦       |              |
| 国道387号                                                                       | 菊池市   | 原           | 終点         |

### 沿線
- 菊池渓谷
- オートポリス
- 大観峰